# Senat von Michigan

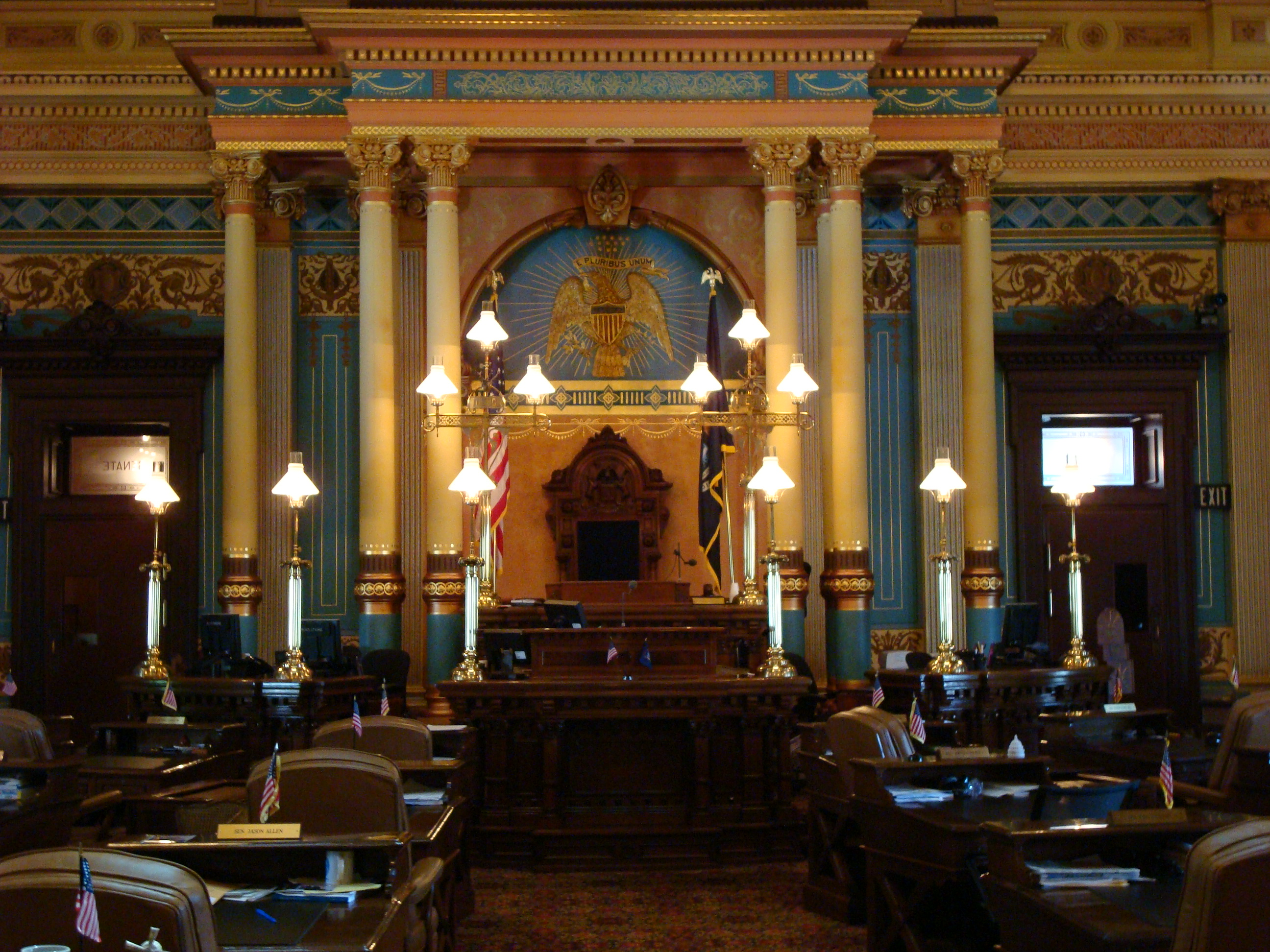
Sitzungssaal des Senats von Michigan

Der Senat von Michigan (Michigan State Senate) ist das Oberhaus der Michigan Legislature, der Legislative des US-Bundesstaates Michigan.
Der Sitzungssaal des Senats befindet sich gemeinsam mit dem Repräsentantenhaus im Michigan State Capitol in der Hauptstadt Lansing.

## Wahl und Amtszeit
Die Parlamentskammer setzt sich aus 38 Senatoren zusammen, die jeweils einen Wahldistrikt repräsentieren. Jede dieser festgelegten Einheiten umfasst eine Zahl zwischen 212.400 und 263.500 Einwohnern. Die Senatoren werden zur gleichen Zeit wie der Gouverneur von Michigan gewählt und haben genauso wie er eine vierjährige Amtszeit. Die Wahlen sind um zwei Jahre zu den US-Präsidentschaftswahlen verschoben. Die Amtszeit eines Senators beginnt am 1. Januar nach der Parlamentswahl im November zuvor. Senatoren, die nicht mehr als die Hälfte von irgendeiner Amtszeit eines Senators tätig waren, sind dazu berechtigt, zwei volle Amtszeiten zu dienen, also acht Jahre.

## Aufgaben
Wie in den Oberhäusern anderer Bundesstaaten und Territorien sowie im US-Senat fallen dem Senat von Michigan im Vergleich zum Repräsentantenhaus spezielle Aufgaben zu, die über die Gesetzgebung hinausgehen. So obliegt es dem Senat, Nominierungen des Gouverneurs in dessen Kabinett, weitere Ämter der Exekutive sowie Kommissionen und Behörden zu bestätigen oder zurückzuweisen.

## Zusammensetzung
| Partei   | Partei                 | Abgeordnete |
| -------- | ---------------------- | ----------- |
|          | Republikanische Partei | 26          |
|          | Demokratische Partei   | 12          |
| Summe    | Summe                  | 38          |
| Mehrheit | Mehrheit               | 20          |

Wichtige Senatsmitglieder:
| Position                            | Name               | Partei       |
| ----------------------------------- | ------------------ | ------------ |
| Vizegouverneur und Senatspräsident  | Garlin Gilchrist   | Demokrat     |
| Präsident Pro Tempore               | Tonya Schuitmaker  | Republikaner |
| Mehrheitsführer / Majority Leader   | Randy Richardville | Republikaner |
| Oppositionsführer / Minority Leader | Gretchen Whitmer   | Demokrat     |